# Guerre del Carnatic
Con l'espressione "guerre del Carnatic" si fa riferimento a una serie di conflitti anglo-francesi scoppiati in India nel corso del XVIII secolo, così chiamati dalla regione dell'India meridionale, il Carnatic, che fu teatro degli scontri. Causa principale dei conflitti fu la competizione tra la Compagnie delle Indie Orientali inglese e la Compagnia delle Indie Orientali francese, entrambe attive in India.
Durante la prima guerra del Carnatic, contemporanea alla guerra di successione austriaca (1740-1748), i francesi, guidati da Dupleix, conquistarono il territorio di Madras (oggi Chennai), difeso da forze locali, che fu poi restituito agli inglesi con la pace di Aquisgrana del 1748.
Durante la seconda guerra del Carnatic, scoppiata nel 1751, gli inglesi, guidati da Robert Clive, occuparono la città di Arcot e opposero una strenua resistenza agli attacchi francesi nel Karnataka sud-orientale. I francesi, che avevano esteso il proprio dominio a tutta la regione del Deccan, sia a seguito delle sconfitte patite che per la volontà di Luigi XV di trovare un compromesso con gli inglesi richiamarono Dupleix in patria nel 1754.
Gli scontri tra francesi, inglesi e loro rispettivi alleati indiani avvenuti nella penisola durante la guerra dei sette anni (1756-1763) vengono spesso denominati nelle fonti anglosassoni come terza guerra del Carnatic. Nel 1757 gli inglesi catturarono l'insediamento francese di Chandernagore (oggi Chandannagar) nel Bengala occidentale
Successivamente il teatro principale del conflitto fu l'India meridionale. I francesi, guidati da Thomas Arthur de Lally-Tollendal, posero l'assedio a Madras a dicembre 1758. A febbraio 1759 si ritirarono a seguito dell'arrivo di rinforzi inglesi via mare. Successivamente gli Inglesi presero l'iniziativa. Privo di supporto e rinforzi, Lally fu battuto a Wandiwash il 22 gennaio 1760 da sir Eyre Coote. Ritiratisi a Pondicherry, le ultime truppe francesi si arresero dopo un assedio nel gennaio 1761. La supremazia inglese in India fu sancita dal Trattato di Parigi, che poneva fine alla guerra dei sette anni.